# 高门圣若瑟堂

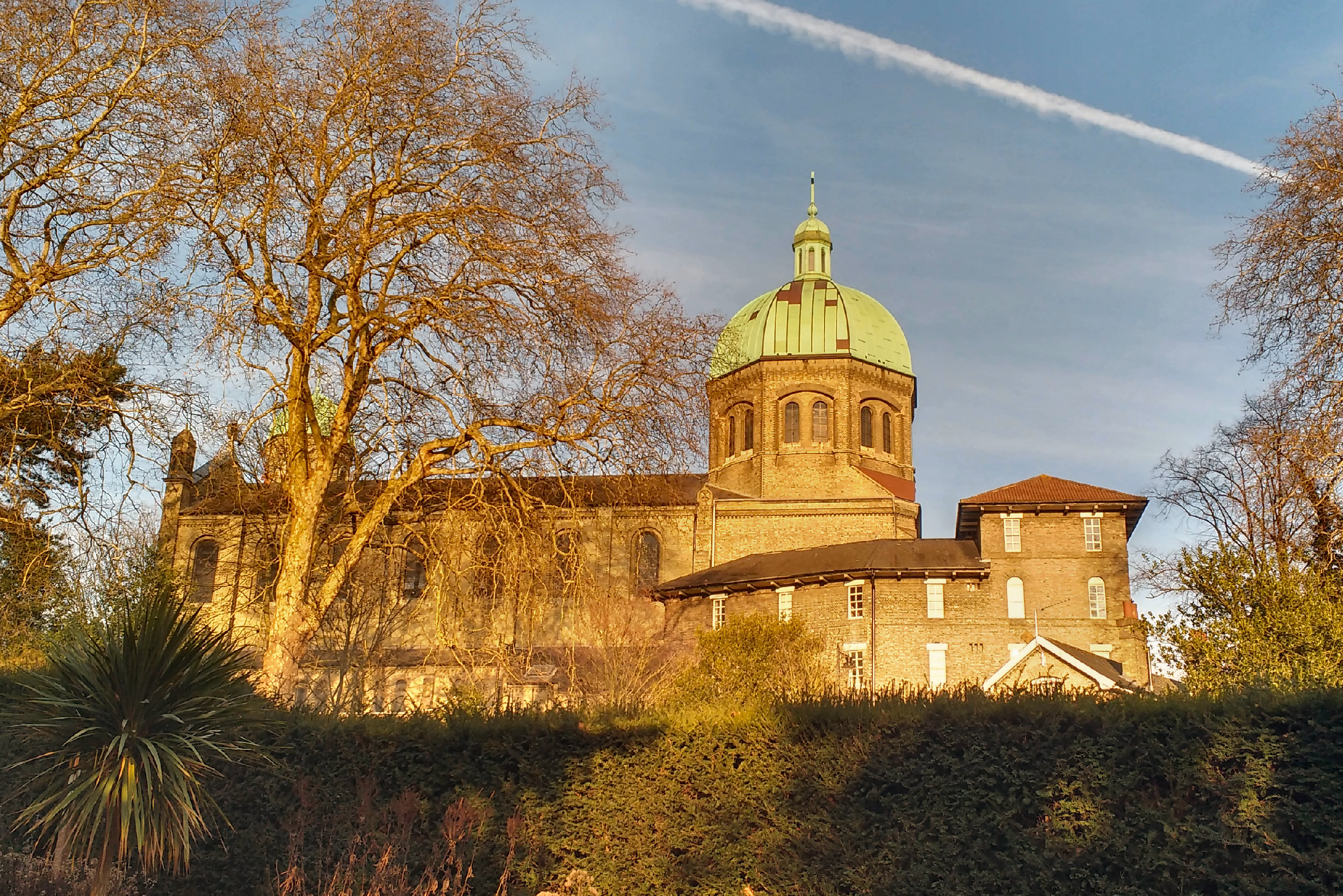
高门圣若瑟堂

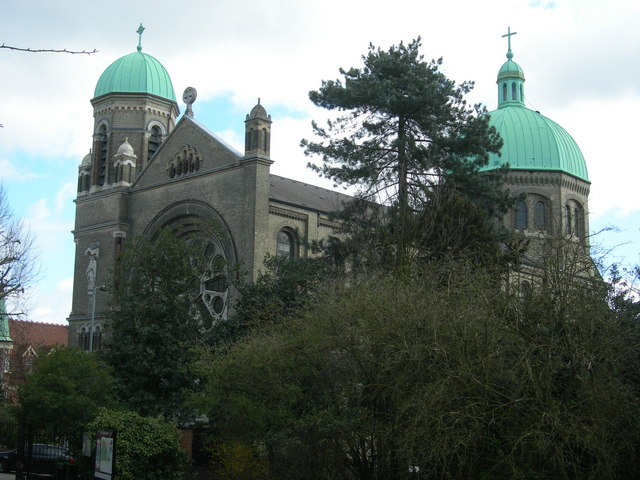
高门圣若瑟堂

高门圣若瑟堂（St Joseph's Church, Highgate）是一座罗马天主教堂区教堂，位于北伦敦卡姆登区高门山，属于天主教威斯敏斯特总教区。该堂由苦难会修士创建于1858年。 这是一座II级登录建筑。

## 历史
1858年，皈依罗马天主教、并加入苦难会的依纳爵·斯宾塞神父建立了圣若瑟堂。他在高门的老黑狗客栈找到了地方，底楼辟为小堂，二楼供修士们住宿。第一座教堂由哈默史密斯的约翰·伯德建于1861/63年，但事实证明这座教堂太小了，目前的教堂于1888年开工。 新教堂于1889年由利物浦主教开放，以纪念教宗良十三世的禧年；但直到1932年，当它的债务被清偿后，它才被正式祝圣。
圣若瑟堂由建筑师阿尔伯特·维克斯设计，融合了罗马式和拜占庭式风格。独特的绿色铜质穹顶是其主要的特色，这是一个地标性建筑，从伦敦的各个角落都可以看到。穹顶估计重达2000吨。圣若瑟修院是苦难会修士的房子，位于东端。

## 内部
苦路是F.德弗里恩德的大型彩绘浮雕，于1886年安装。

### 圣所

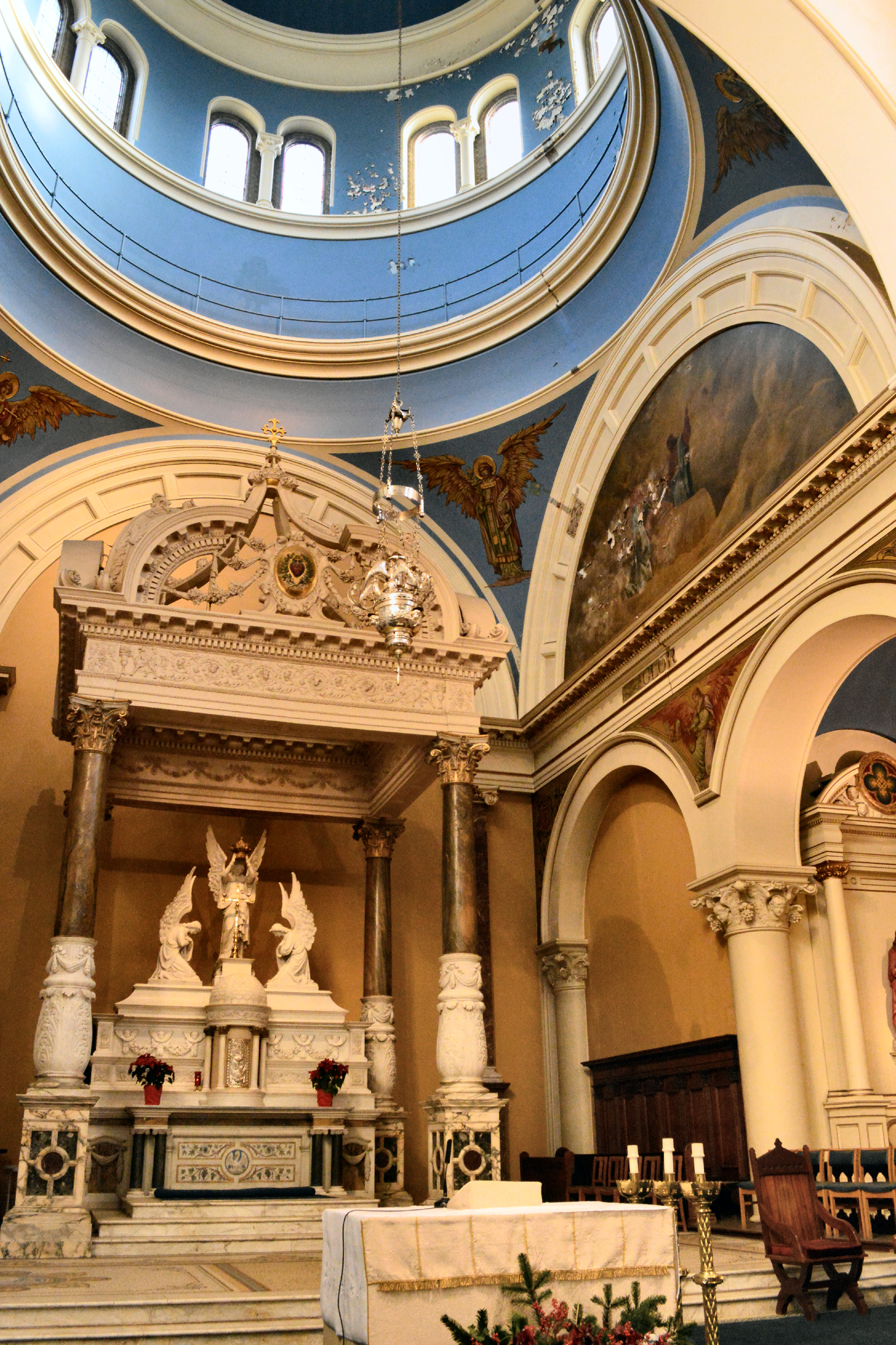
圣所

正祭台有一个由西西里大理石制成的顶篷。圣所的四周和穹顶是1861年原始木质材料的复制品。圣所的马赛克地面是用塞文河河床的岩石制成。大理石和砂岩的前祭坛是由杰拉尔德·墨菲建于1964年。圣所的壁画是C·兰林的作品。

### 小堂
东北部的小堂供奉着苦难会圣徒，有一幅由M.a.拉比绘制的圣十字保禄。
圣母小堂建于1958年，祭坛由素色大理石制成，饰有大理石马赛克图案，描绘的是圣母领报和圣母加冕。卡拉拉大理石圣母雕像（1897年）由富勒姆的波特设计，来自早期的小堂。小堂旁边是约翰·奥鲁克的木雕《圣道明·巴贝里》（1999年）。
圣心小堂在东南部。
在圣弥额尔小堂，大理石栏杆和精致的祭坛据说在1889年世界博览会上展出。 小堂是为了纪念迈克尔·瓦茨·罗素神父而建，他于1875年去世，有一块大理石肖像匾额。据说，圣髑盒据说是由怀斯曼枢机设计。
致命圣人小堂有大理石祭坛和栏杆，还有一幅油画《英格兰和威尔士四十致命圣人》。

### 彩绘天花板
穹顶内部的拱形天花板由纳撒尼尔·韦斯特莱克于1891年绘制，是他最出色的作品之一。共有250幅画，每一幅都有一位天使，手里拿着一个卷轴，上面是赞美颂的诗句。

### 管风琴
管风琴为四层手键盘，由威廉·希尔父子公司于1898年制作，并在第二次世界大战后于1945年安装，作为对当地二战死难者的纪念。

### 花窗玻璃
两侧墙上各有三块花窗玻璃。南侧的描绘十字架受难，北边的描绘圣家。窗户之间是韦斯特莱克的画作，描绘玫瑰奥迹。

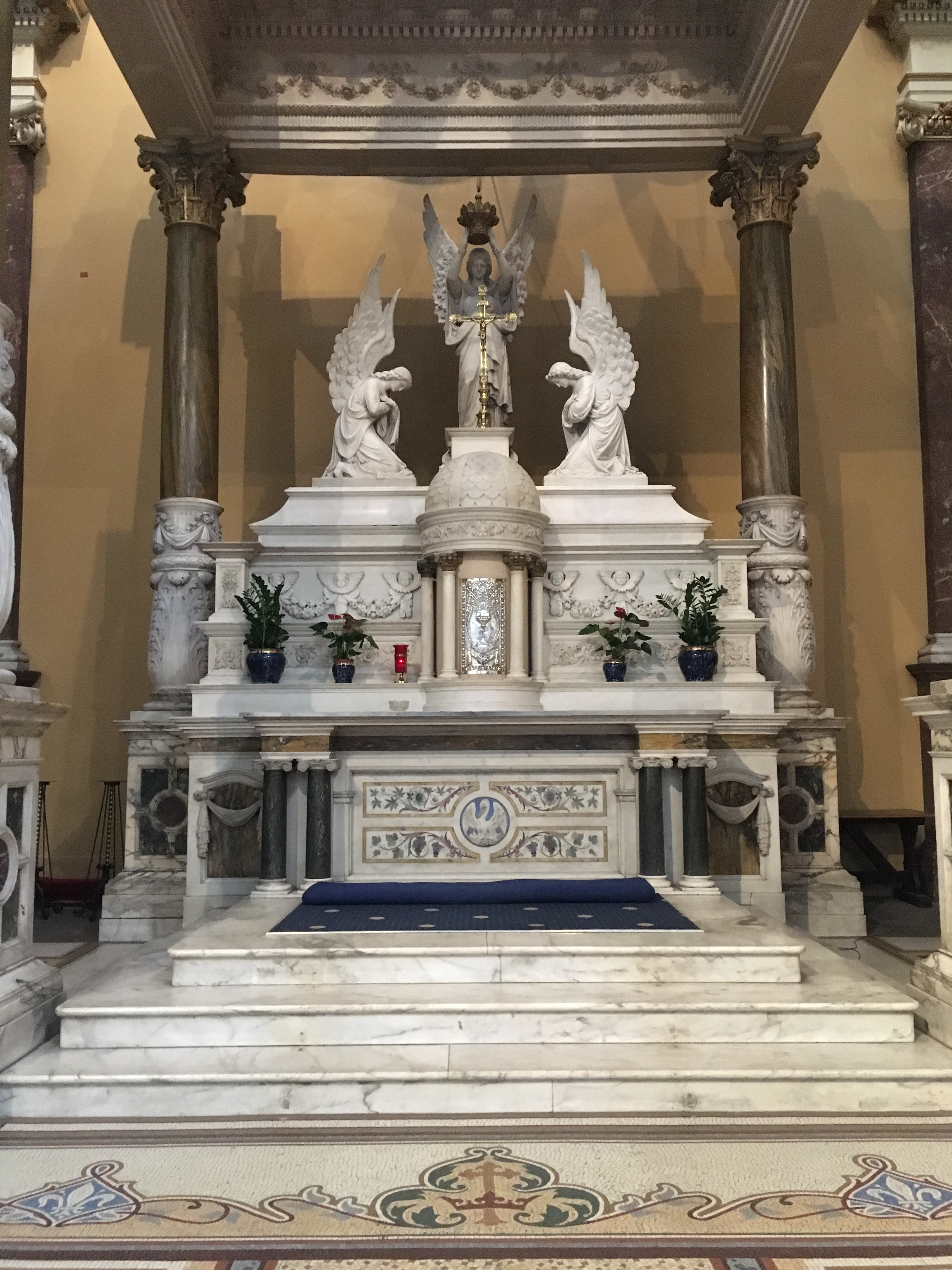
正祭台
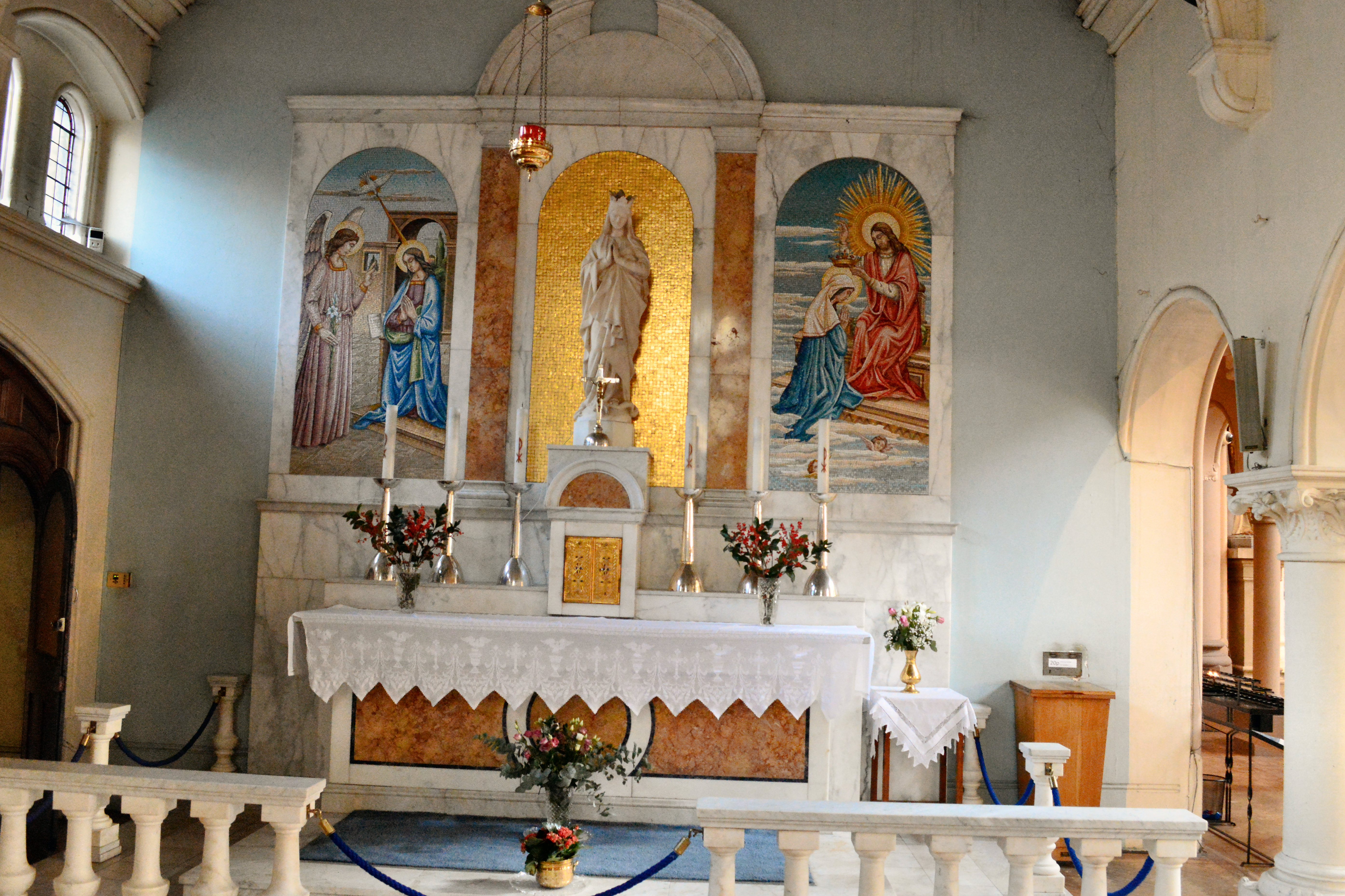
圣母小堂
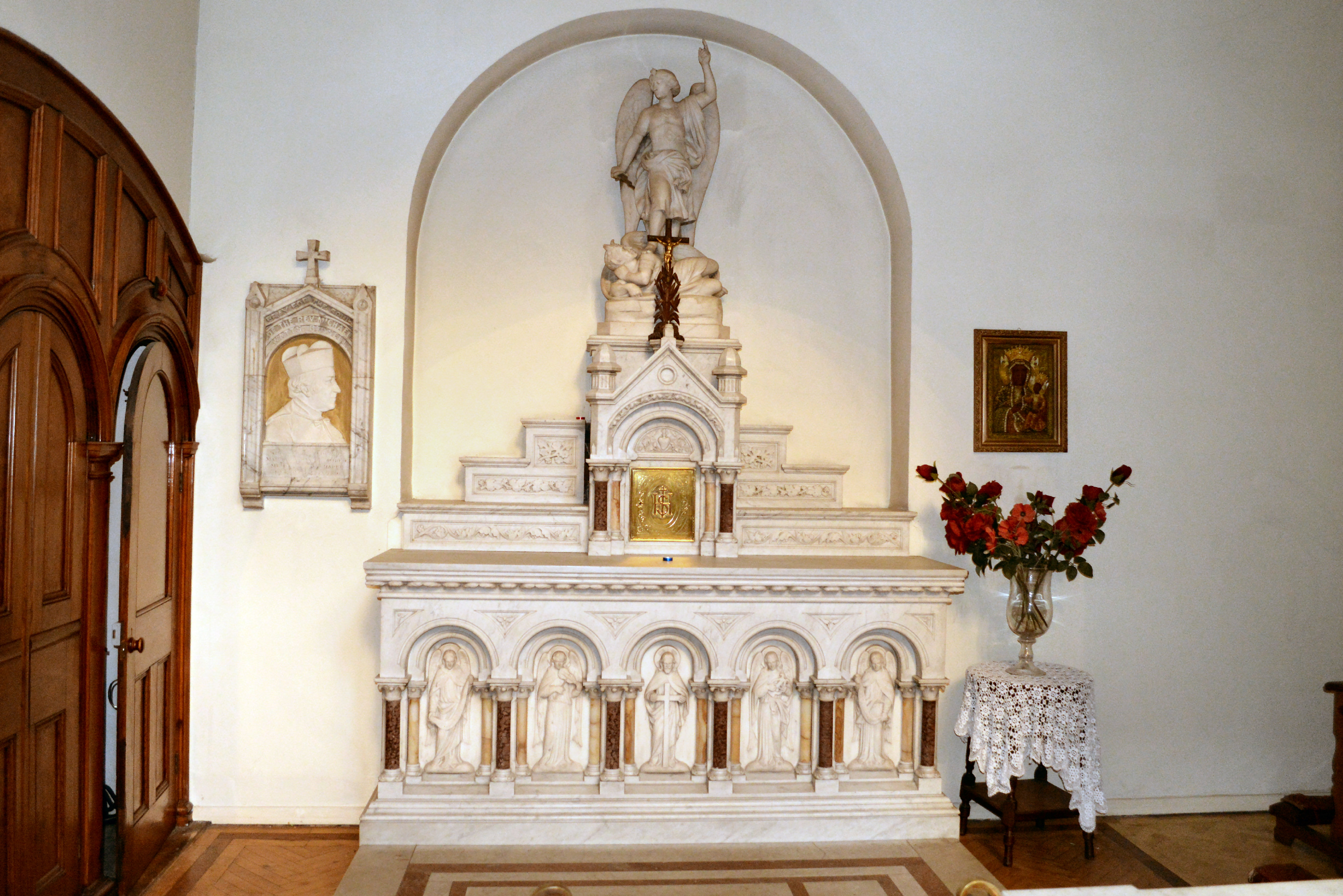
圣弥额尔小堂
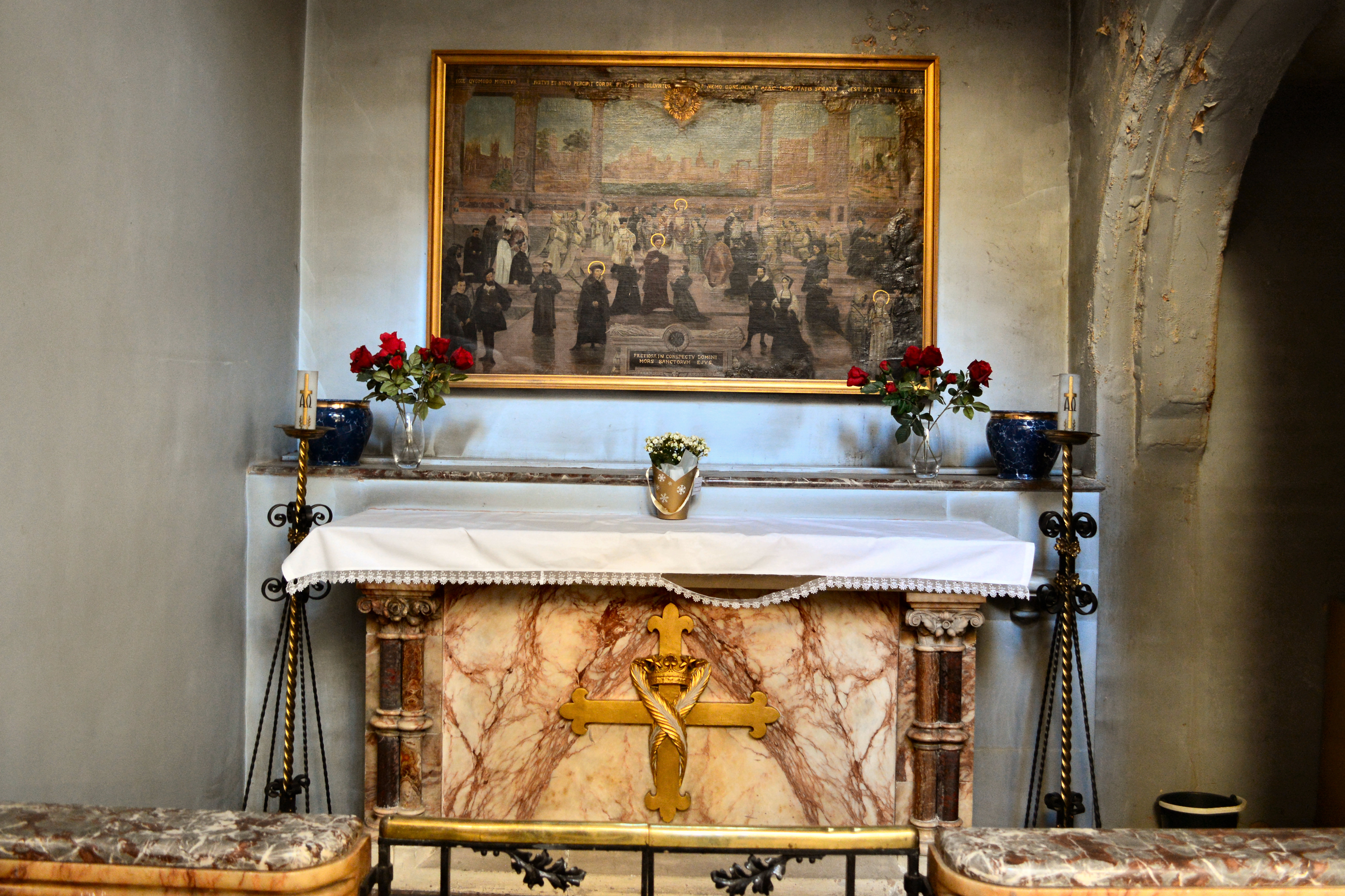
致命圣人小堂
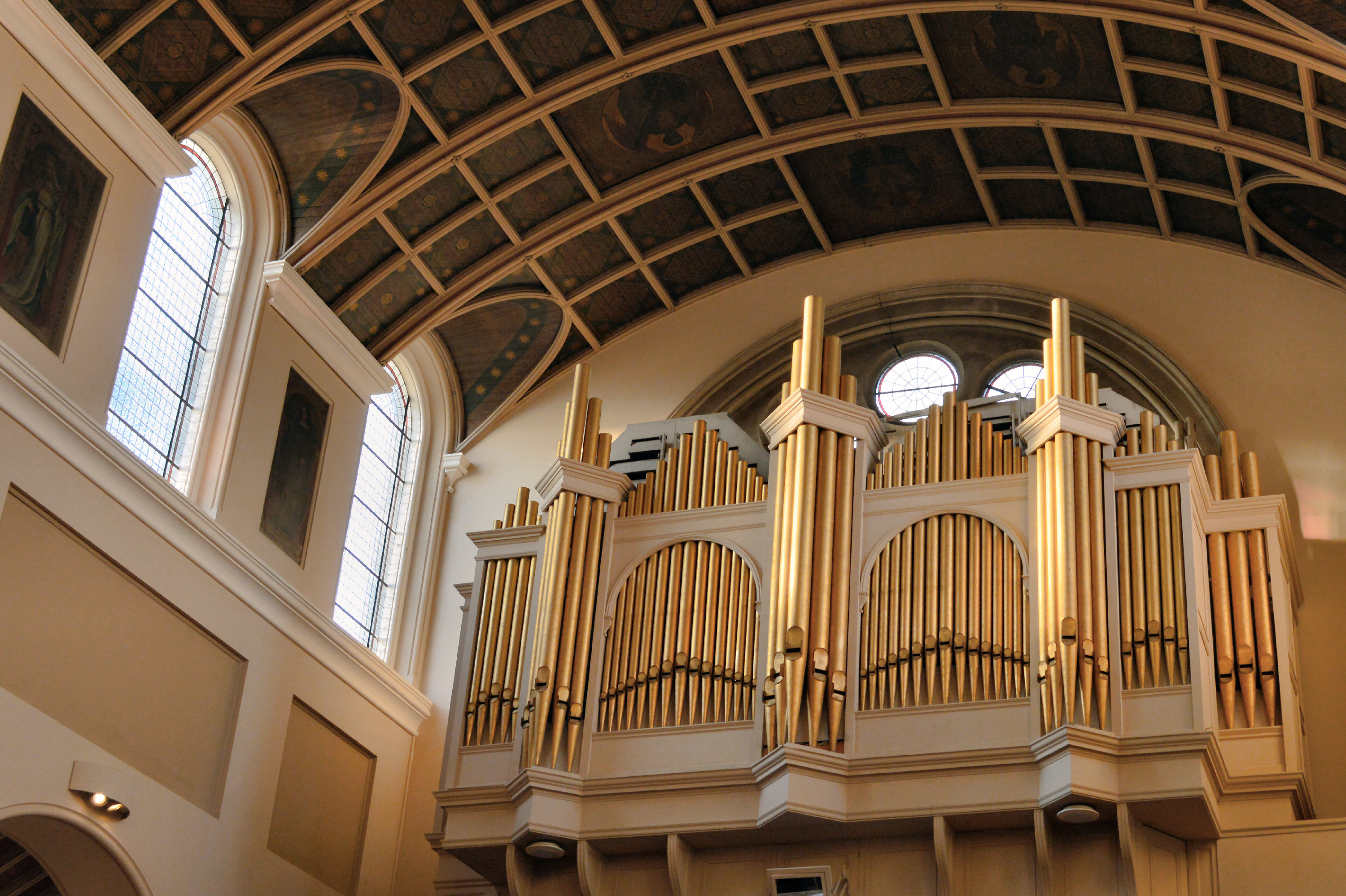
管风琴
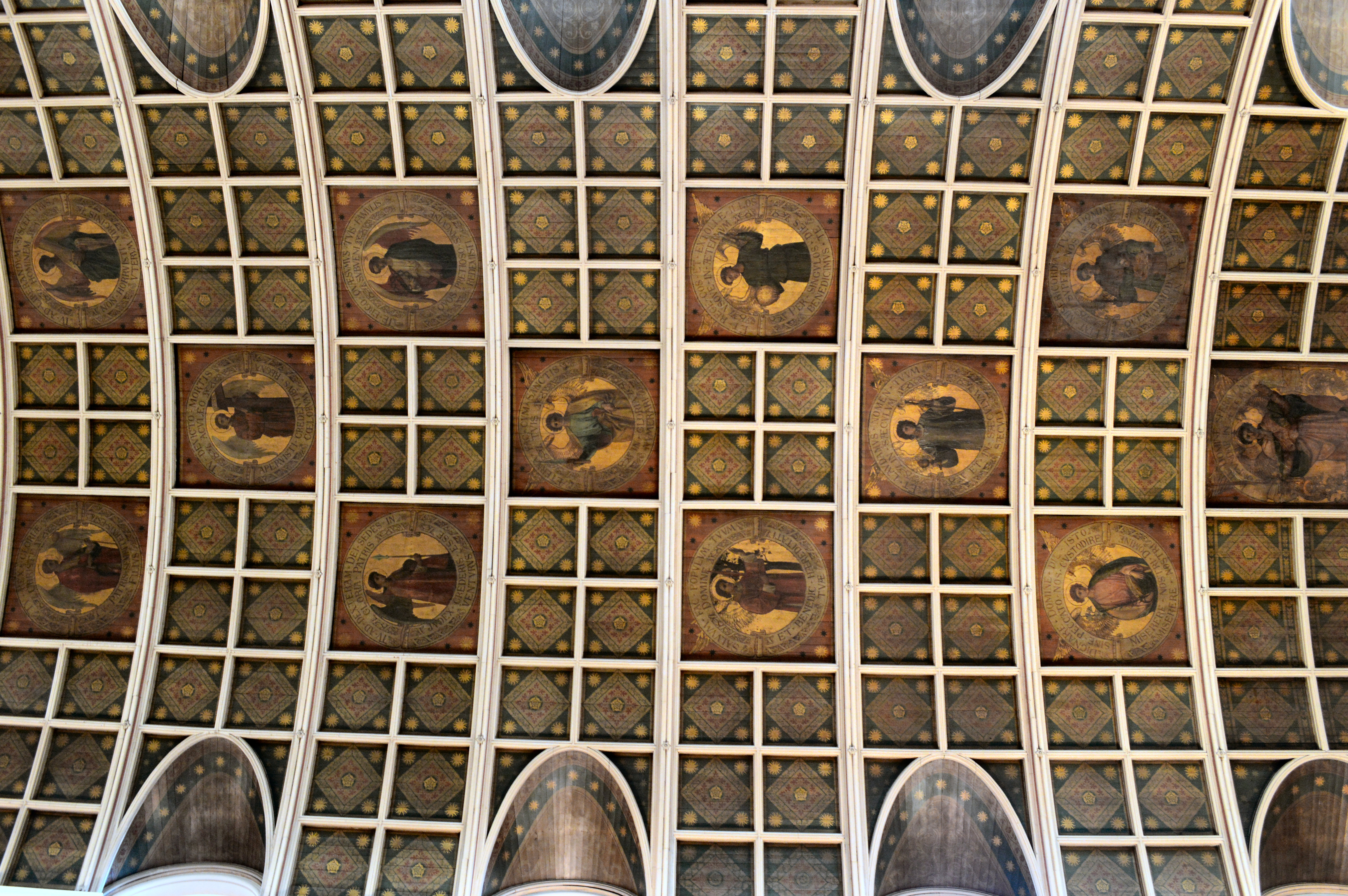
天花板
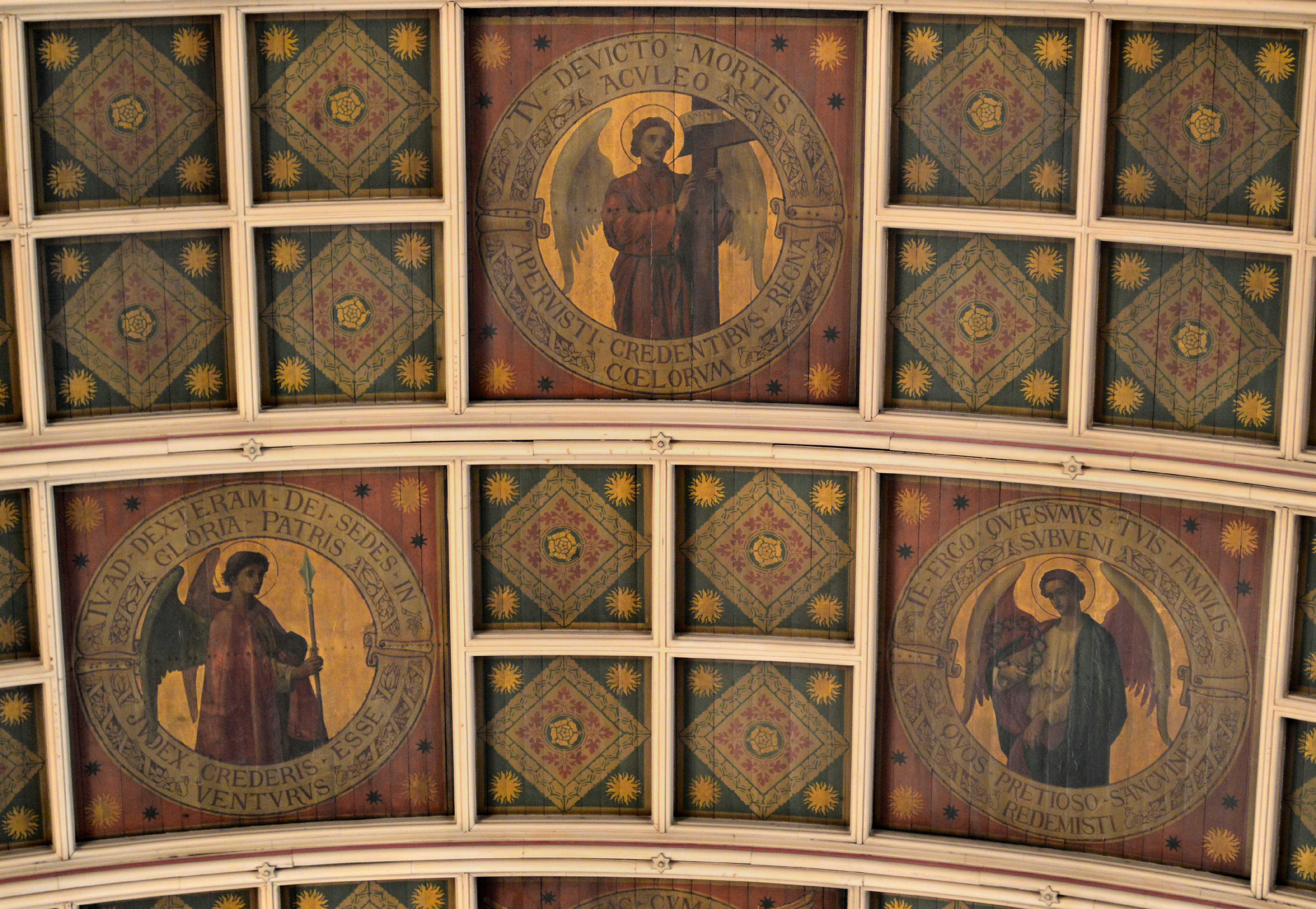
天花板